# Icinga
Icinga（アイシンガ、イッティンガ）は、オープンソースのコンピュータシステムおよびネットワークの監視のためのアプリケーションソフトウェアである。Icinga は指定されたノードとサービスを監視し、問題が発生したり解決したりした時にユーザーに通知する。